# Acrossota
Acrossota is een geslacht van koralen uit de familie van de Acrossotidae .

## Soort
- Acrossota amboinensis (Burchardt, 1902)